# Xavier Joanpere Olivé
Xavier Joanpere Olivé (Vilaplana, 1959 – Reus, 1 d'octubre de 2019) va ser un activista social català. Decorador de professió, des de ben jove va iniciar-se en l'associacionisme i va començar a organitzar xerrades al seu poble, Vilaplana, amb només 16 anys. Va ser membre fundador del Comitè de Solidaritat amb Amèrica Llatina i col·laborador d'Entrepobles, del Comitè Oscar Romero, Reanima, Terrasud i l'Associació Cultura i Solidaritat, entre d'altres.
Va viatjar fins a una trentena de cops a Sud-amèrica, on va conèixer de primera mà la revolució sandinista de Nicaragua o la rebel·lió dels zapatistes a Chiapas així com el projecte de Pere Casaldàliga, al Brasil. Va participar en la redacció d'alguns informes sobre drets humans a Guatemala, Chiapas i El Salvador, que van ser portats al Parlament Europeu.
En el moment de la seva mort, militava en diferents moviments compromesos amb l'ecologia i la solidaritat i també estava compromès amb l'independentisme català. Va morir de forma inesperada quan tornava d'un acte de suport a Carme Forcadell a la presó de Mas d'Enric.